# Olama
Olama ist eine kleine, landeinwärts gelegene Stadt im Département Méfou-et-Akono in der Region Centre in Kamerun.

## Geographie
Olama liegt am linken Ufer des Nyong, südlich von Yaoundé in der Nähe von Akono. Der Nyong ist von Olama und den naheliegenden Stromschnellen, in der deutschen Kolonialzeit Tappenbeckschnellen genannt, aus fast bis zu seiner Quelle schiffbar.

## Infrastruktur
Während der deutschen Kolonialzeit zu Beginn des 20. Jahrhunderts gab es im Ort einen Fährbetrieb der von Trägerkarawanen genutzt wurde, um den Nyong im Verlauf der von den Deutschen errichteten Straße von Kribi nach Yaoundé, der heutigen Provinzialstraße 8 (P8), zu überqueren. Zu Beginn des 21. Jahrhunderts reichte dies für das Straßennetz der Region nicht mehr aus. Im Zuge der Arbeiten zur Asphaltierung der Straße P8, die 2006 begannen, wurde auch eine Brücke in Olama über den Nyong errichtet, nachdem 2004 ein Darlehen in Höhe von 10,08 Millionen Dollar durch den Kuwait Fund for Arab Economic Development aufgewendet worden war. Im Jahr 2010 war dieses Projekt Gegenstand von Anhörungen der Nationalen Antikorruptionskommission im Rahmen einer umfassenderen Untersuchung eines politischen und juristischen Skandals.